# Хаденфельд
Хаденфельд (нем. Hadenfeld) — община в Германии, в земле Шлезвиг-Гольштейн. 
Входит в состав района Штайнбург. Подчиняется управлению Шенефельд.  Население составляет 121 человек (на 31 декабря 2010 года). Занимает площадь 2,35 км².